# Kościół Paulinów w Niżniowie
Kościół Paulinów p.w. Św. Stanisława biskupa i Św. Jana Chrzciciela w Niżniowie – nieistniejący dziś rzymskokatolicki kościół klasztorny oraz parafialny, który znajdował się w dawnym mieście Niżniowie (obecnie wieś w rejonie tłumackim obwodu iwanofrankiwskiego na Ukrainie).

## Historia
W 1594 kościół i parafia w Niżniowie zostały zniszczone przez Tatarów. Dopiero w 1730 roku właściciel miasteczka oraz okolic Stanisław Wincenty Jabłonowski zbudował na jego miejscu klasztor oo. Paulinów i została erygowana parafia rzymskokatolicka (w 1730 lub 1740).
Świątynia została wzniesiona jako kościół klasztorny oo. Paulinów; później była już jako parafialna p.w. Św. Stanisława biskupa i Św. Jana Chrzciciela. Klasztor Paulinów został zniesiony w 1784, po czym utworzono tutaj kapelanię.
Antoni Barnaba Jabłonowski, syn Stanisława Wincentego założył obok Niżniowa nową osadę zwaną Antoniówka oraz zbudował dwa młyny nad Tłumaczykiem, z których jeden oddany był do użytku klasztorowi Paulinów w Niżniowie.
Rzeźby w ołtarze lub w ołtarzach wykonał snycerz lwowski Maciej Polejowski, który pracował tutaj na zamówienie (robota funduszowa) księcia Antoniego Barnaby Jabłonowskiego, wojewody poznańskiego, właściciela miasta.
Po kasacie zakonu Paulinów w 1786 roku w Niżniowie pozostał jako proboszcz o. Eustachy Majeronowski. W 1842 roku odbyła się konsekracja kościoła. 
Marcelina Darowska, zakonnica katolicka, współzałożycielka i druga przełożona generalna Zgromadzenia Sióstr Niepokalanego Poczęcia NMP (niepokalanki), błogosławiona Kościoła rzymskokatolickiego i mistyczka, założyła 3 listopada 1883 roku w dawnym klasztorze Paulinów dom zakonny wraz ze szkołą średnią dla dziewcząt. W roku 1938 kościół został strawiony przez pożar.
Obecnie nie istnieje.